# Otto Eckmann
Otto Eckmann (né le 19 novembre 1865 à Hambourg ; mort le 11 juin 1902 à Badenweiler) était un peintre, illustrateur et typographe allemand lié au Jugendstil (l'équivalent allemand de l'Art nouveau).

## Biographie

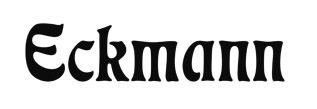
Police de caractères créée par Otto Eckmann

Otto Eckmann étudia à l'école des arts appliqués de Hambourg, puis à celle de Nuremberg (devenue l'Académie des beaux-arts de Nuremberg) avant de fréquenter l'Académie des beaux-arts de Munich. En 1894, il abandonna la peinture et vendit ses œuvres aux enchères pour se concentrer sur les arts appliqués.
Otto Eckmann commença à travailler pour Pan en 1895 et pour Jugend en 1896. En 1897, il créa l'aménagement du cabinet privé de Ernest-Louis de Hesse et termina une tapisserie une année plus tard. Il dessina aussi des couvertures pour les éditeurs Cotta, Eugen Diederichs (de), August Scherl et Seemann. Il conçut aussi le logo de la maison d'édition S. Fischer Verlag. En 1897, il enseigna la peinture ornementale au Kunstgewerbemuseum Berlin. De 1900 à 1902, il travailla pour la Allgemeine Elektrizitätsgesellschaft (AEG) et conçut des polices de caractères : la Eckmann-Schrift en 1900 et la Fette Eckmann en 1902. La première, exécutée au pinceau et inspirée de la calligraphie japonaise, avait connu un fort succès et était étroitement liée à l'ornementation florale qui l'accompagnait.
Otto Eckmann, atteint de tuberculose, meurt en 1902.

## Galerie

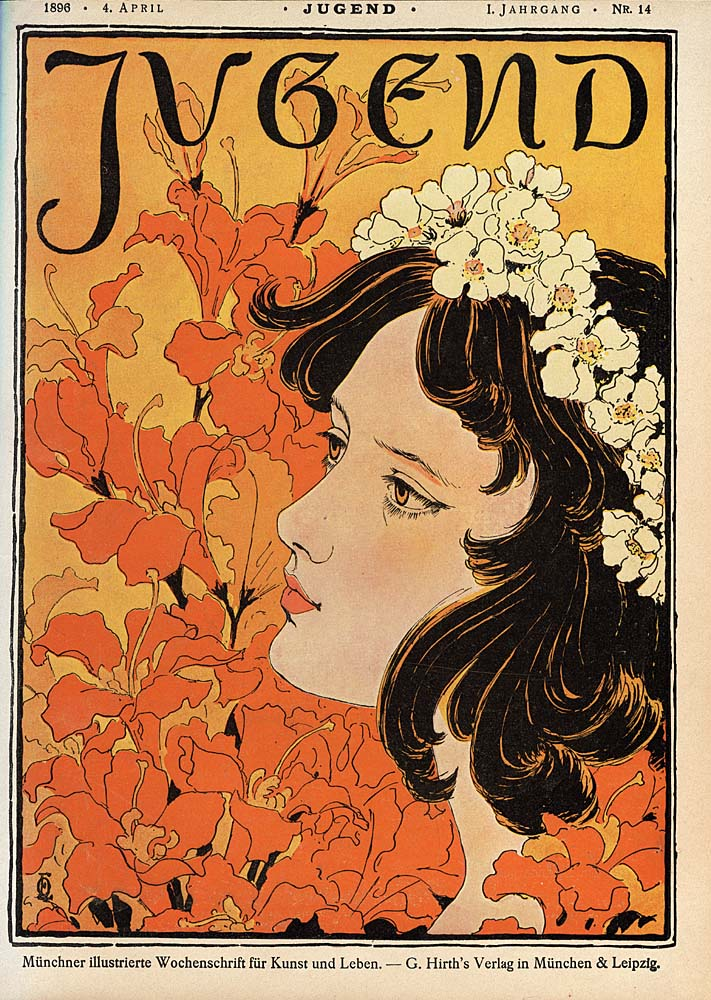
Couverture de Jugend réalisée par Ernst Eckmann (son monogramme OE est dans le coin inférieur gauche).
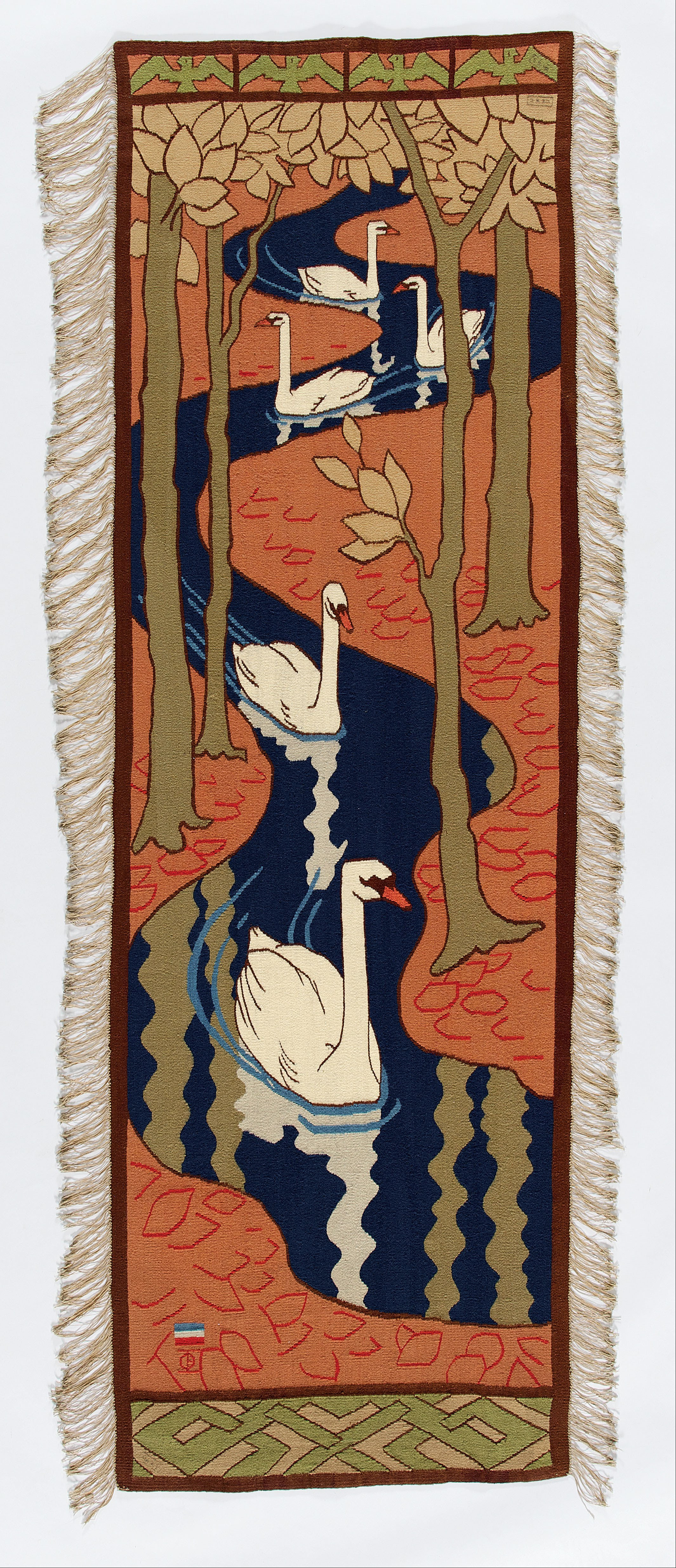
Cinq cygnes, tapisserie attribuée à Otto Eckmann, musée hongrois des arts décoratifs
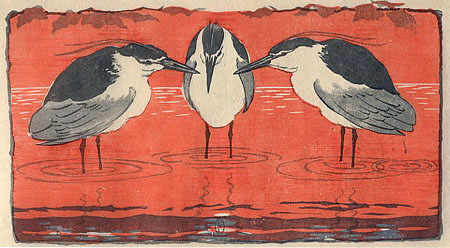
Hérons de nuit, gravure, 1896, musée des beaux-arts de San Francisco
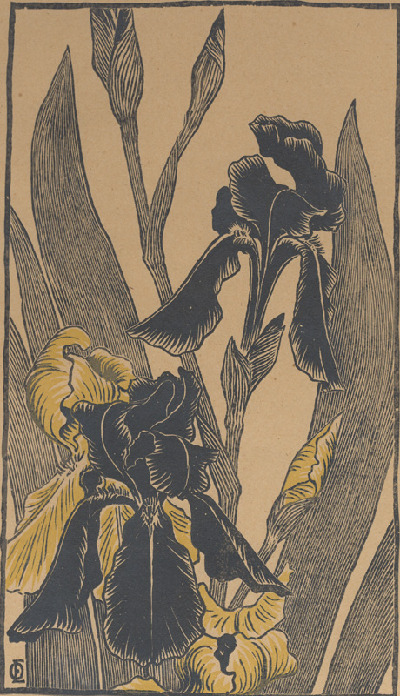
Iris, musée des beaux-arts de San Francisco
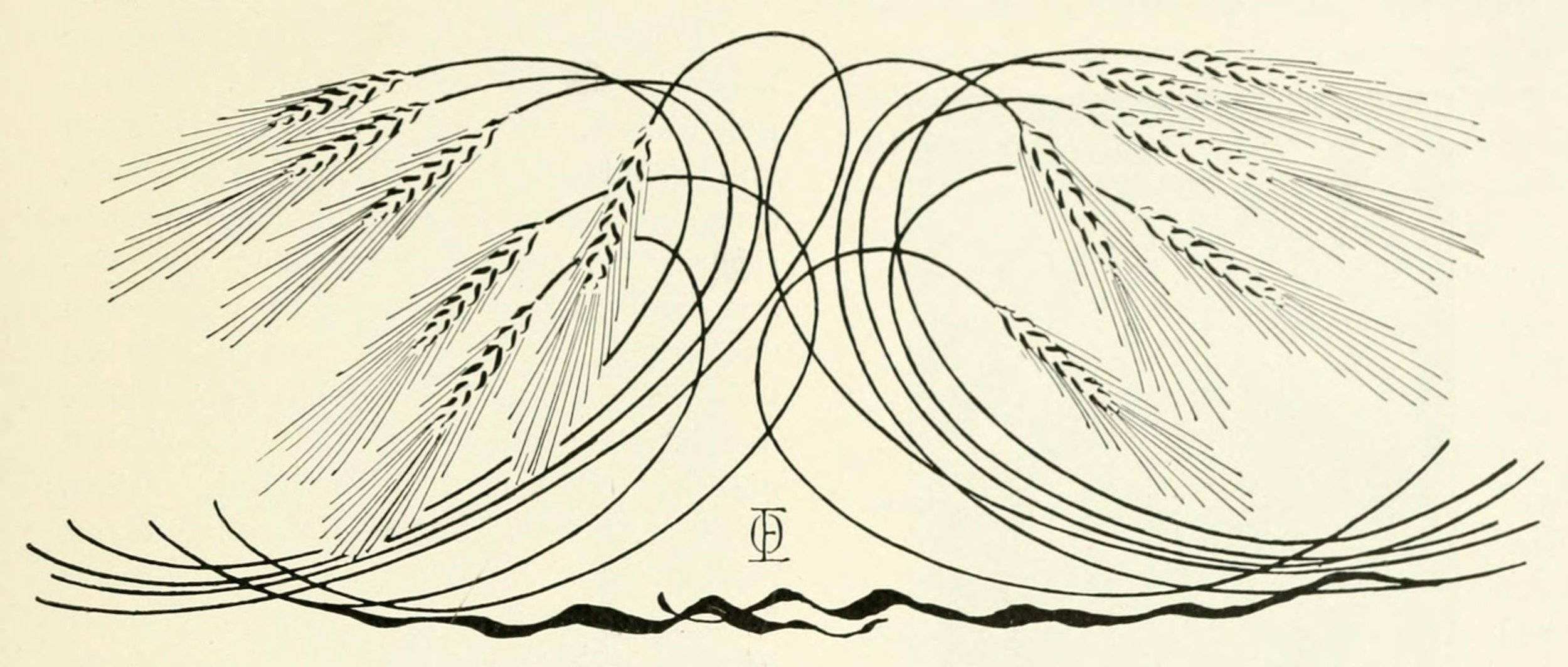
Blé, illustration pour Deutsche kunst und dekoration, 1898
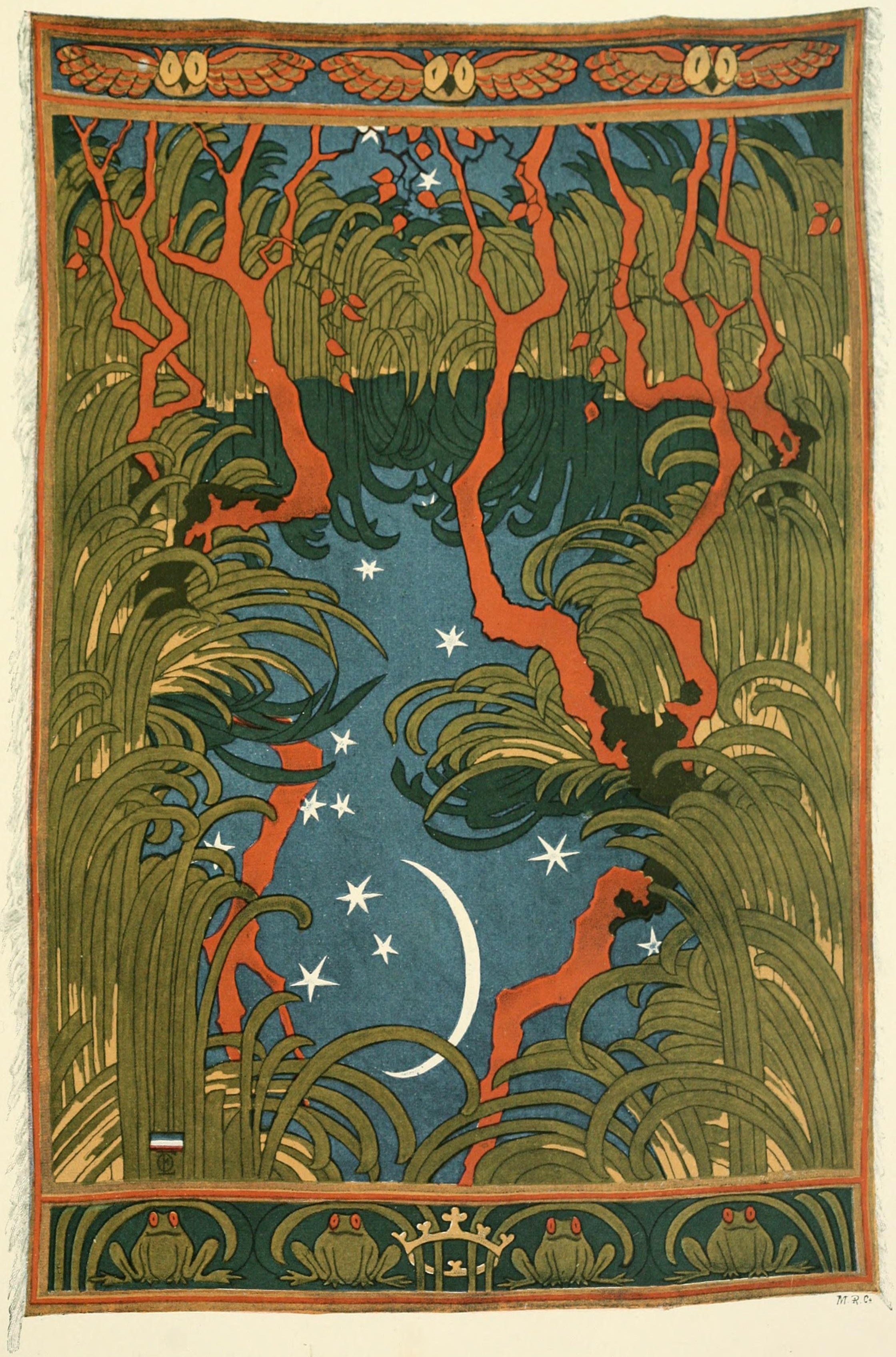
Waldteich, Deutsche kunst und dekoration, 1898
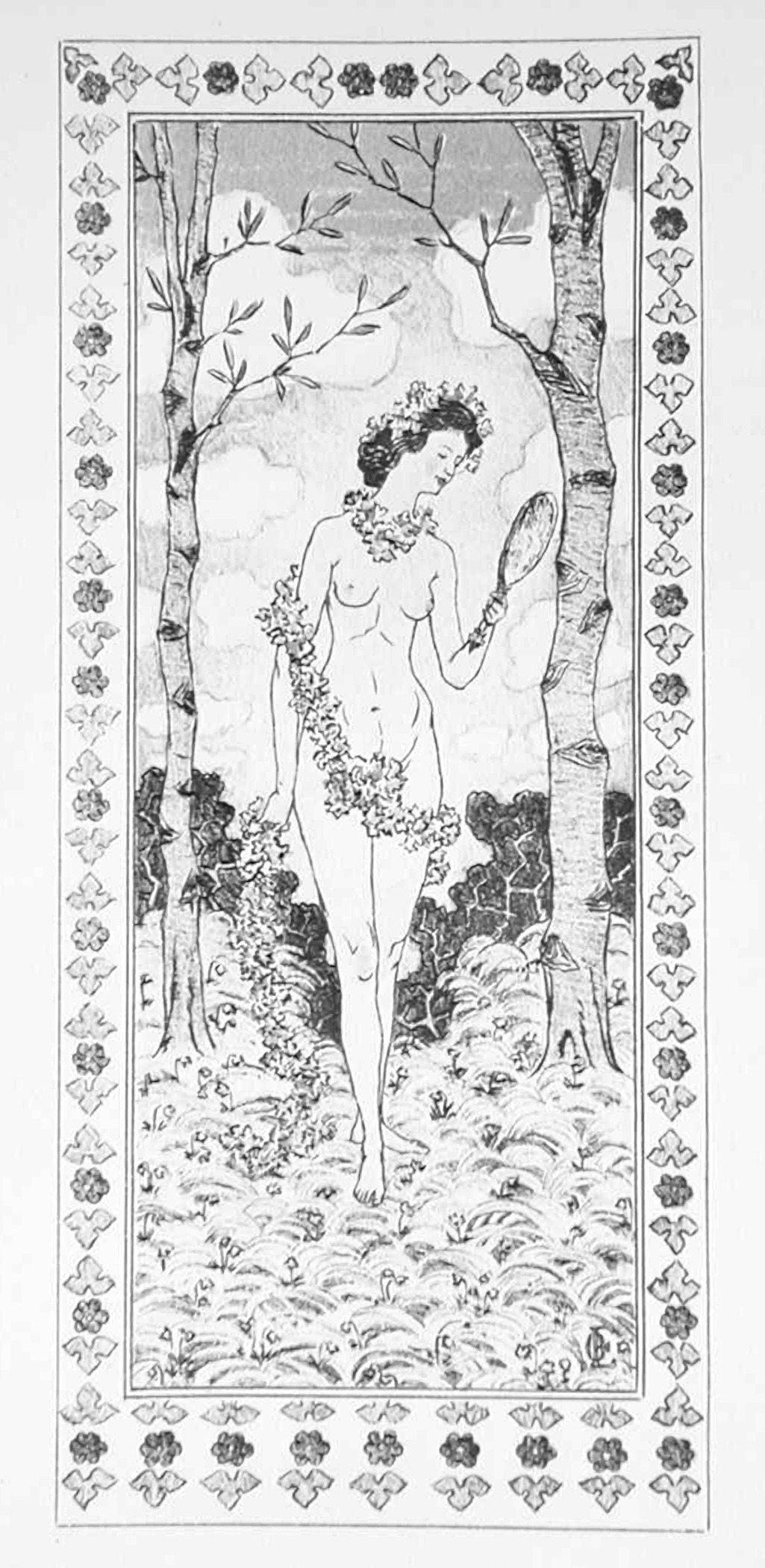
Quand vient le printemps, lithographie, 1895, musée d'art du comté de Los Angeles
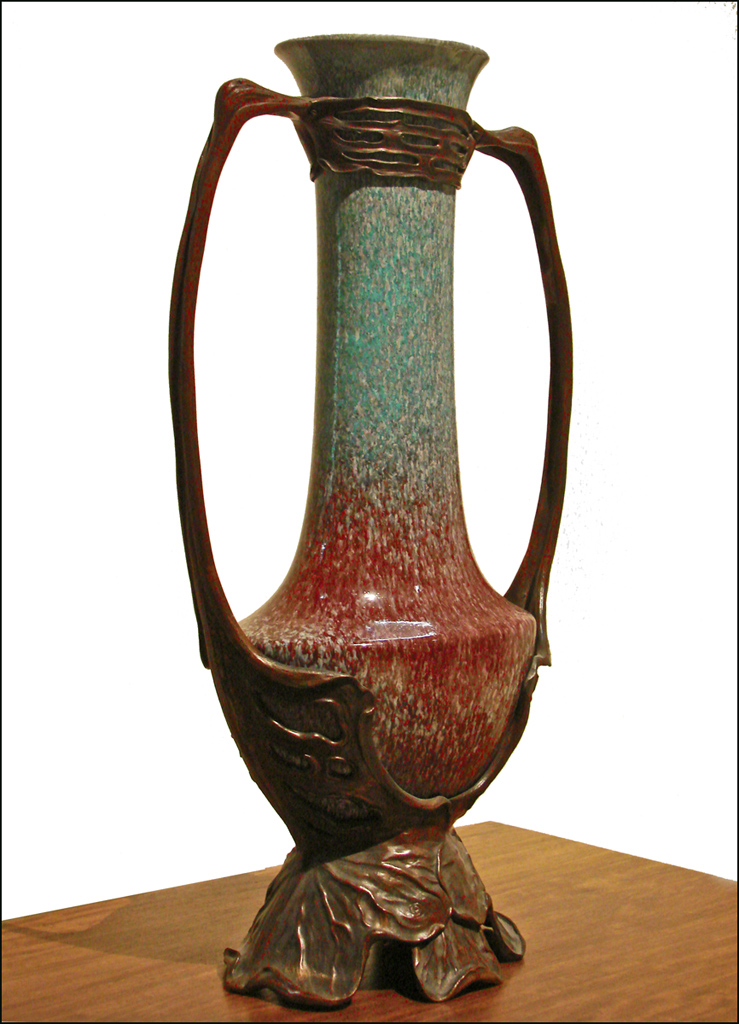
Vase fabriqué par la Manufacture royale de porcelaine de Berlin. Monture dessinée par Otto Eckmann et exécutée par Otto Schultz (en)